# Ernst Bessel Hagen
(Carl) Ernst Bessel Hagen (* 31. Januar 1851 in Königsberg; † 15. Januar 1923 in Solln bei München) war ein deutscher Angewandter Physiker und Experimentalphysiker. Zusammen mit Heinrich Rubens entwickelte er die physikalische Hagen-Rubens-Beziehung bez. elektrischer Leitfähigkeit von Metallen.

## Leben und Werk
Ernst Bessel Hagen war der Sohn des Reichstagsabgeordneten und Berliner Stadtkämmerers Adolf Hermann Wilhelm Hagen. Seine Großväter waren die Königsberger Professoren für Staatsökonomie Carl Heinrich Hagen und für Astronomie Friedrich Wilhelm Bessel, ein Urgroßvater war Karl Gottfried Hagen. Sein Bruder Fritz Karl Bessel-Hagen war als Professor der erste Chefchirurg am Städtischen Krankenhaus Berlin-Charlottenburg, der Bruder Werner preußischer Diplomat. Er war verheiratet mit Wilhelmine von Bezold, einer Tochter des Meteorologen Wilhelm von Bezold, mit der er zwei Söhne hatte.
Ernst Bessel Hagen studierte nach dem Abitur am Berliner Luisenstädtischen Gymnasium 1871 Mathematik, Physik und Chemie an den Universitäten Berlin und Heidelberg. In Heidelberg war er 1873 bis 1875 Assistent von Robert Wilhelm Bunsen, bei dem er 1875 promoviert wurde. Anschließend war er zwei Jahre Assistent von August Toepler am Polytechnikum in Dresden, dessen Quecksilber-Vakuumpumpe er später verbesserte, und von 1878 bis 1883 bei Hermann von Helmholtz an der Universität Berlin. 1883 habilitierte er sich dort über die Wärmeausdehnung von Alkalimetallen und war dann Privatdozent für Physikalische Beobachtungsmethodik und später für Physiologische Optik. 1885 erregte er mit einem Buch über die elektrische Beleuchtung in den USA Aufmerksamkeit, die er im Jahr zuvor auf einer Reise studiert hatte, und wurde danach häufig von offiziellen Stellen in solchen Fragen beratend hinzugezogen.
Von 1884 bis 1888 war er außerordentlicher Professor für Angewandte Physik und Direktor des neu gegründeten Elektrotechnischen Labors am Polytechnikum in Dresden. 1887 wurde er leitender Elektroingenieur und Physiker bei der Kaiserlichen Marine in Kiel und Admiralitätsrat. 1893 wurde er Direktor der zweiten Abteilung der sechs Jahre zuvor gegründeten Physikalisch-Technischen Reichsanstalt (PTR) in Charlottenburg unter dessen Direktor Hermann von Helmholtz. Er blieb dort bis zu seinem Rücktritt 1918, der zum einen durch gesundheitliche Gründe ausgelöst wurde, er war aber auch mit den Änderungen in der PTR unter dem damaligen Direktor Emil Warburg nicht einverstanden.
Er war ab 1894 Mitglied der Kaiserlichen Normaleichungskommission und 1895 bis 1908 außerordentliches Mitglied des Patentamts. Außerdem betätigte er sich im Vorstand des Deutschen Museums.
Er erhielt den Titel eines Geheimen Regierungsrats.
Mit Heinrich Rubens untersuchte er in der Zeit von 1897 bis 1908 die Reflexion und Emission von elektromagnetischer Strahlung durch Metalle und knüpfte Beziehungen zu deren elektrischer Leitfähigkeit, was letztendlich zur Hagen-Rubens-Beziehung führte, welche den Zusammenhang zwischen der optischen Reflexion und der elektrischen Leitfähigkeit als Näherung im infraroten Spektralbereich beschreibt. Hagen war ebenfalls an den umfangreichen Untersuchungen von Rubens zur Strahlung Schwarzer Körper beteiligt. Die Versuche von Hagen und Rubens dienten zur Bestätigung der Maxwellschen Elektrodynamik, insbesondere des Ansatzes einer konstanten, frequenzunabhängigen Leitfähigkeit bis in den infraroten Frequenzbereich.